# Puig Alt de la Nespleda
El Puig Alt de la Nespleda és una muntanya de 702 metres que es troba entre els municipis de les Planes d'Hostoles i de Sant Feliu de Pallerols, a la comarca catalana de la Garrotxa.